# سك على بناتك (مسرحية)
سك على بناتك مسرحية مصرية كوميدية عرضت لأول مره عام 1980، بطولة فؤاد المهندس، شويكار، أحمد راتب،سناء يونس، شريهان، إجلال زكي ، و محمد أبو الحسن.

## قصة المسرحية
رجل ارمل يحاول أن يزوج بناته الثلاث بسرعة ليلحق بقطار الزواج من حبيبته عصمت (شويكار) وأثناء ذلك يواجه مشكلات ولكن سوسو(شريهان) تعرف بالصدفة ويدخلون إلى اطار كوميدي.

## بطولة
| - فؤاد المهندس: الدكتور رأفت - سناء يونس: فوزية) - شريهان: سوسو - إجلال زكي: نادية - عائشة الكيلاني: فوزية (فترة قصيرة) | - أحمد راتب: سامح - محسن محي الدين: محسن - زكريا موافي: كريم - أسامة عباس: حنفي (العروض الأولى) | - محمد أبو الحسن: حنفي (بعد اعتذار أسامة عباس) - بدر نوفل: فتح الباب - علي رجب - شويكار |